# Victor A. Gangelin
Victor A. Gangelin (Milwaukee, 4 de março de 1899 — Los Angeles, 2 de abril de 1967) é um diretor de arte estadunidense. Venceu o Oscar de melhor direção de arte na edição de 1962 por West Side Story, ao lado de Boris Leven.